# Jean Jacoby (artiste)
Pour les articles homonymes, voir Jean Jacoby et Jacoby.
Jean Lucien Nicolas Jacoby (26 mars 1891 - 9 septembre 1936) est un artiste luxembourgeois. Il remporte des médailles d'or olympiques aux compétitions artistiques aux Jeux olympiques en 1924 pour sa peinture Étude de sport et une autre en 1928 pour son dessin Rugby. Cela fait de lui l'artiste olympique le plus titré de tous les temps,.
Jacoby a souvent représenté le sport dans ses œuvres, par exemple dans le cadre des timbres-poste luxembourgeois pour les Jeux olympiques d'été de 1952. 

## Biographie

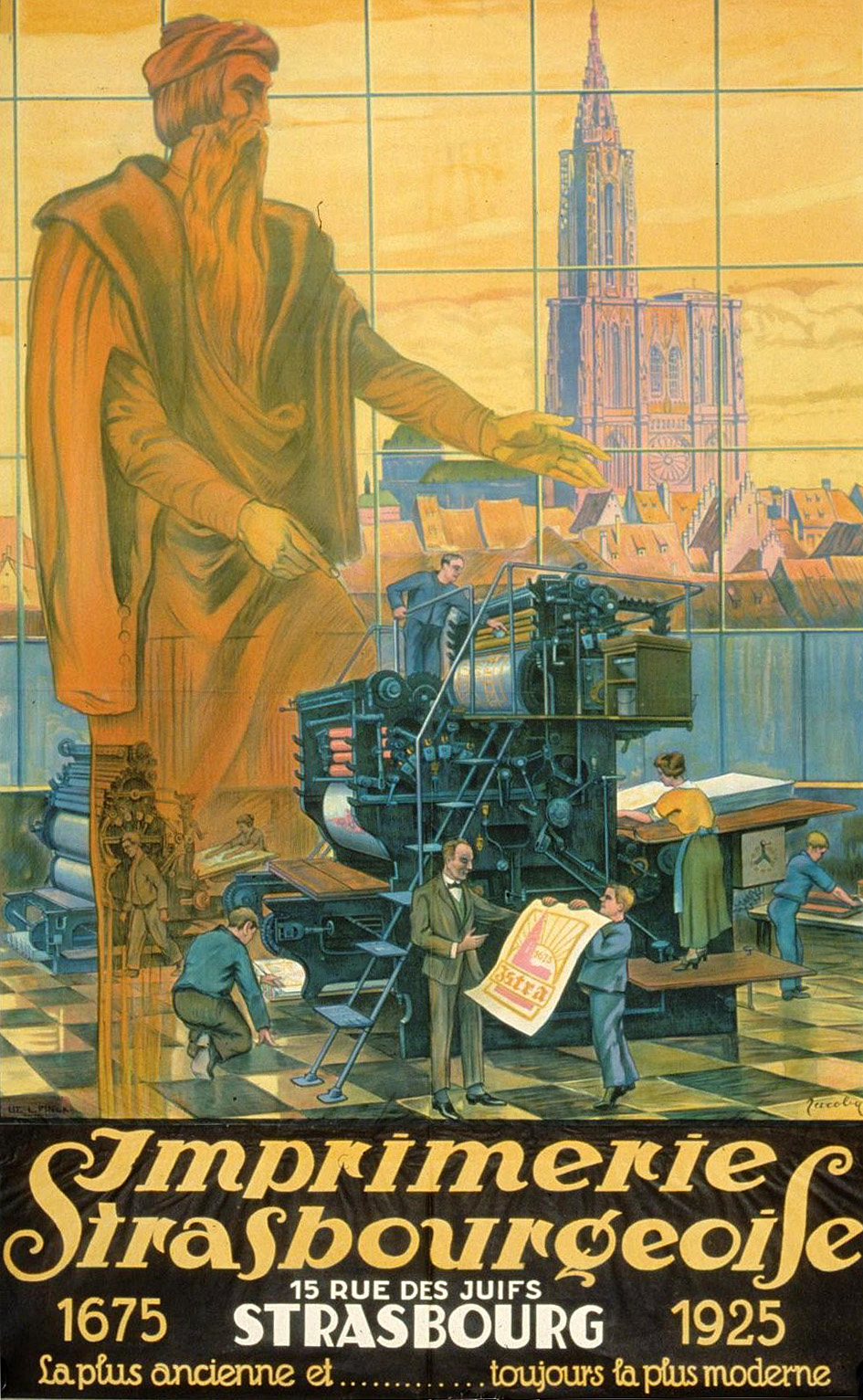
Affiche réalisée pour l'Imprimerie strasbourgeoise en 1925.

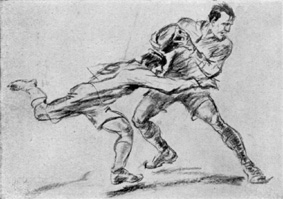
Le dessin Rugby a valu à Jacoby la médaille d'or en dessin lors de l'édition 1928.

Après avoir passé sa jeunesse à Molsheim en Alsace, Jean Jacoby étudie l'art à l'École supérieure des arts décoratifs de Strasbourg. 
Il fut ensuite professeur de dessin de 1912 à 1918 à l'école Lewin-Funcke de Berlin, puis travailla à Wiesbaden, avant de reprendre le département d'art d'une imprimerie à Strasbourg. 
Il est devenu internationalement connu quand, en 1923, il a remporté le Concours français de l'Auto avec son dessin Hurdle runner, battant 4 000 autres participants. De 1926 à 1934, il travaille comme illustrateur et directeur artistique pour deux journaux de l'Ullstein-Verlag, le Berliner Illustrierte et le Grüne Post. Il a également fondé un guide des programmes de radio pour toute l'Allemagne, appelé Sieben Tage. 
En 1934, il s'installe à Mulhouse, où il meurt en 1936 d'une crise cardiaque. 
Sa deuxième épouse était Maria née Kasteleiner.

## Œuvre

Vues de Strasbourg (1917).
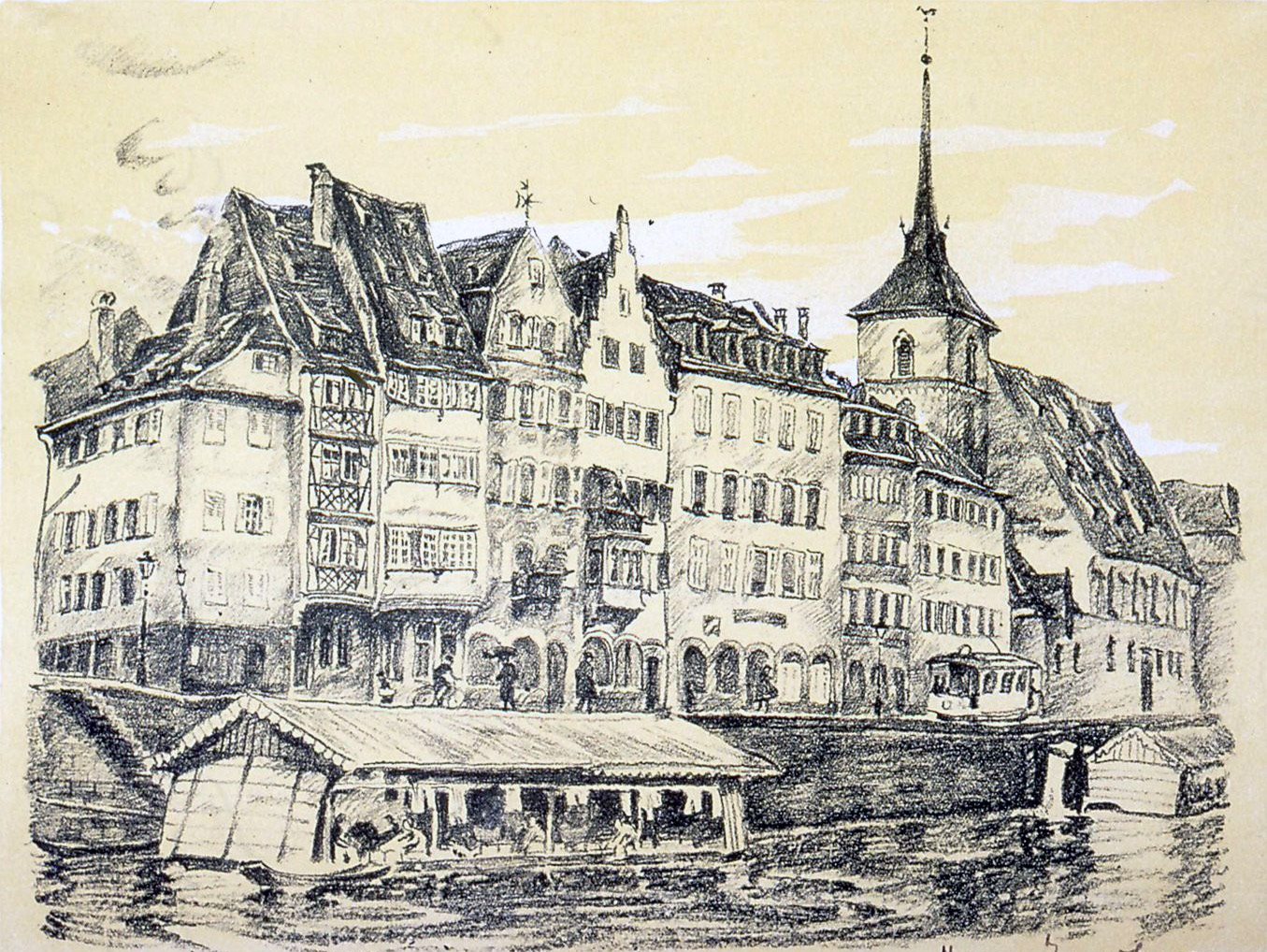
Bei Sankt-Nikolaus.
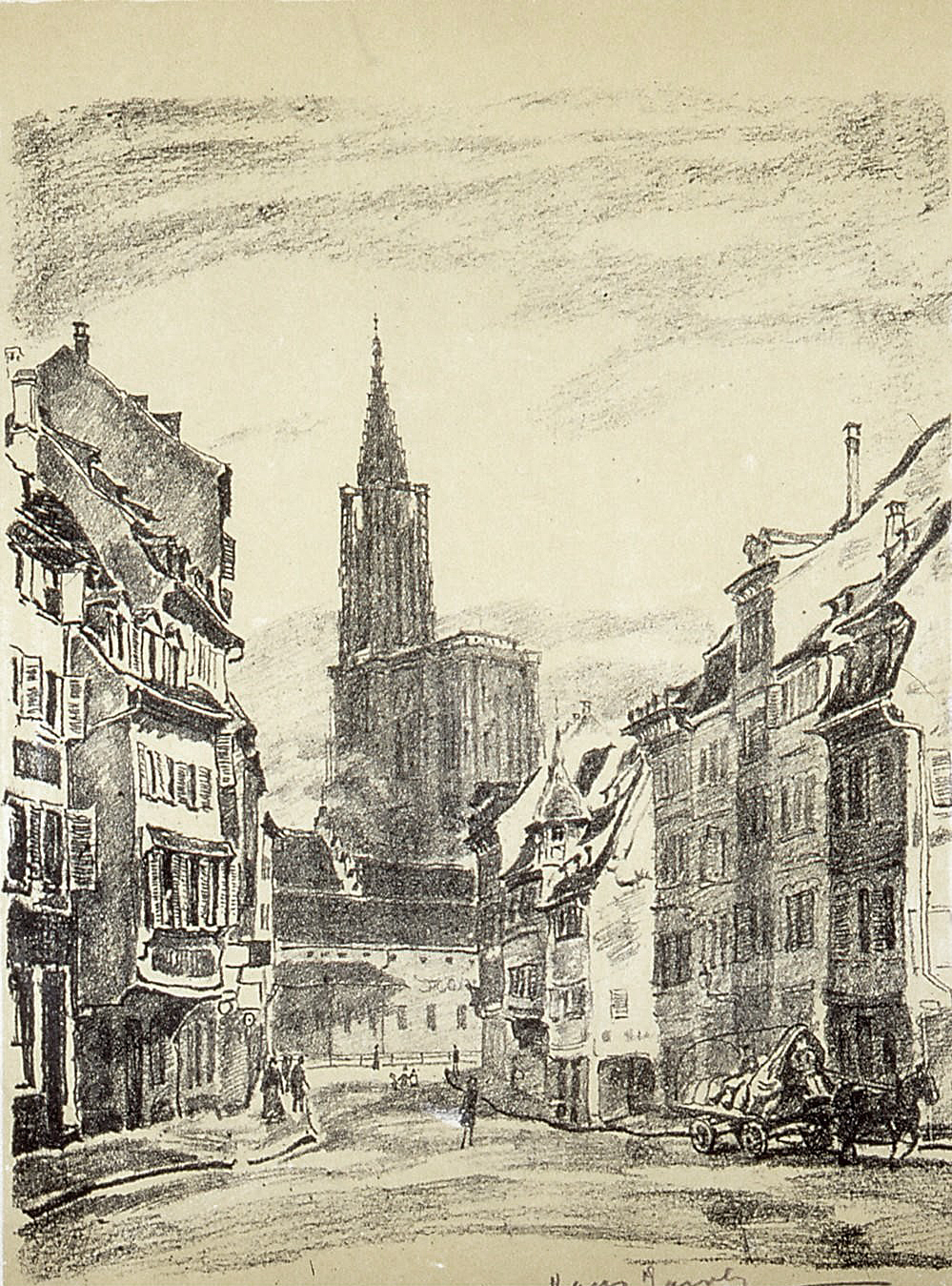
Am Goldgiessen.
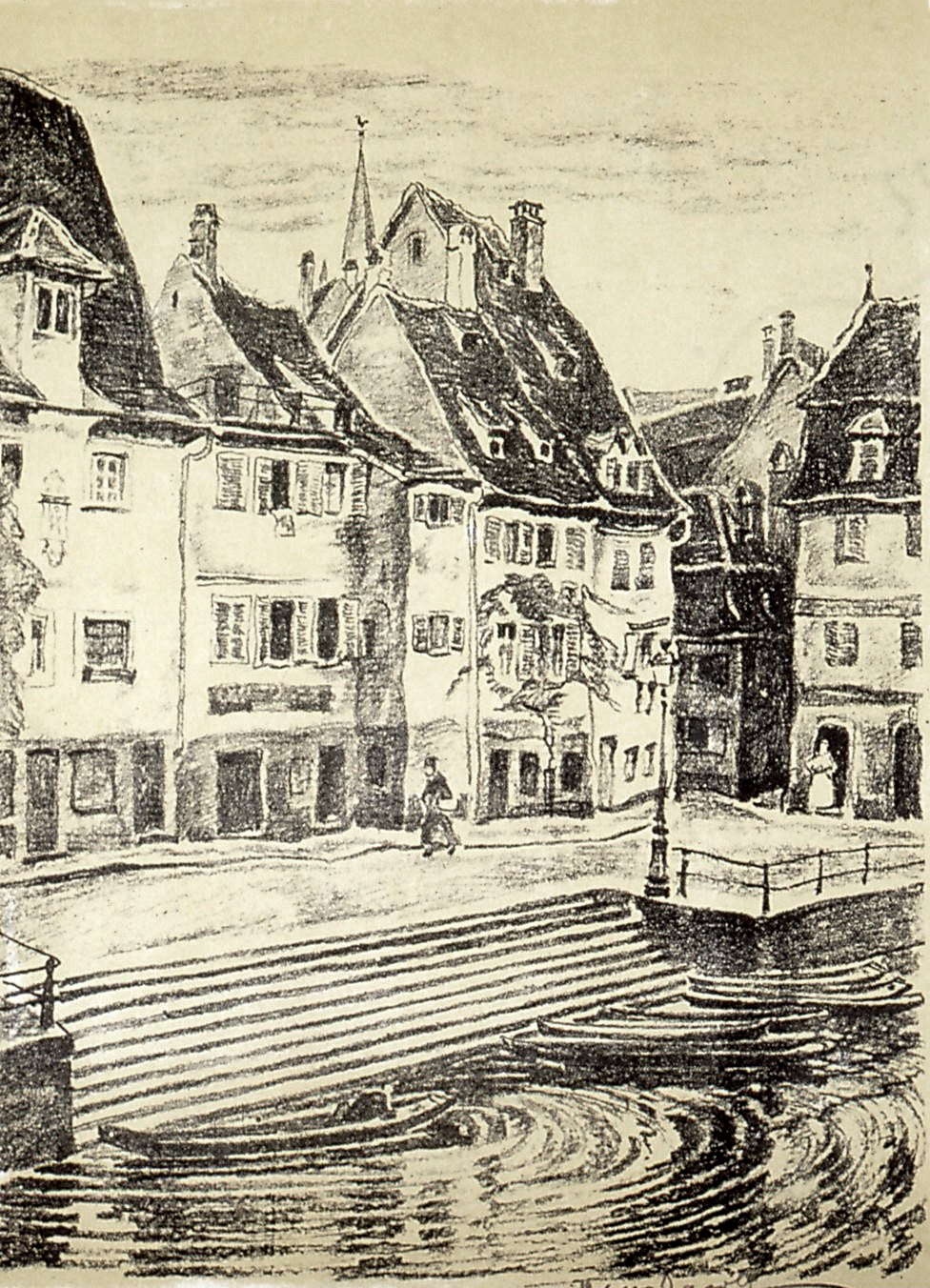
Am Breuschstaden.

## Postérité
En 2016, un timbre à son effigie est créé. 